# 康科德 (麻薩諸塞州)
康科德（英語：Concord）是美國麻薩諸塞州米德爾塞克斯縣的一個鎮。根據2010年美國人口普查，該鎮人口為17,668人。美國人口普查局將康科德歸為大波士頓的一部份。康科德在美國歷史與文學上扮演著重要的角色。

## 歷史

### 史前與創立

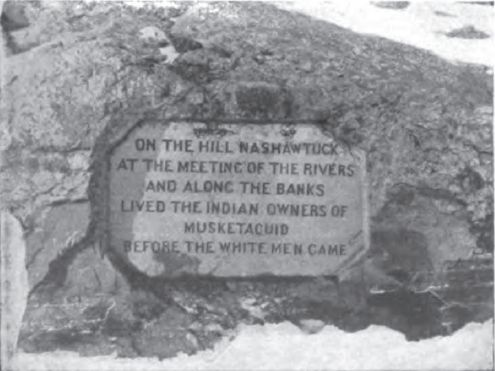
蛋岩上的碑文相片，約攝於1900年

這塊位於薩德伯里和阿薩伯特河交匯處的區域，最初被稱為馬斯克特奎德（Musketaquid）。馬斯克特奎德是阿爾岡昆語族中「草地」之意，正與該地的低窪河流濕地和鍋穴相符。美國原住民曾在當地種植玉米；河流魚產豐富，土地草木茂盛且適於耕種。然而，歐洲人將天花鼠疫帶往了美洲，使得該地人口有著很大程度的減少。
1635年，一群來自英國的移民在牧師彼得·巴爾克利和少校西蒙·威拉德的帶領之下，與當地部落的殘存者洽談收購土地。巴爾克利是一位有影響力的宗教領袖，他曾帶著多位種植園主進入森林；威拉德是一位精明的商人，他會講阿爾岡昆語，且獲得了美國原住民的信任。他們買下6平方英里的土地，形成了這座全新城鎮的基礎，並為了紀念和平達成交易，因而將此地命名為「康科德」（和睦）。

### 列星頓和康科德戰役
列星頓和康科德戰役是美國獨立戰爭的第一場戰役。1775年4月19日，一支英國陸軍正規軍從波士頓行軍至康科德，搜索傳聞貯藏鎮上的武器。來自保羅·列維爾和其他信使的事先警告，讓殖民地居民集結準備反抗。在一場清晨於列星頓開出戰役第一槍的小衝突後，英國遠征隊在法蘭西斯·史密斯陸軍中校的帶領下抵達了康科德。康科德與周圍城鎮的居民（特別是來自阿克頓，由艾薩克·戴維斯率領的一連訓練有素的快捷民兵）在老北橋擊退了一支英國分遣隊，迫使英軍撤退。隨後，來自各地的民兵在英軍返回波士頓的途中襲擊了他們，最終展開波士頓之圍，並引發了這場戰役。
殖民地居民最初將這場戰役描繪成是英國人殘暴及侵略的一個例子：一份殖民地的報導抨擊這是「英國軍隊的血腥屠殺」。然而經過了一個世紀後，美國人仍對這場戰役記憶猶新，將愛國的、幾近虛構的（將老北橋發出的槍聲形容是「震撼世界」）情懷訴諸文學作品，像是《康科德頌》和《列維爾之夜行》。該鎮在1975年4月舉辦了這場戰役的兩百周年紀念慶典，總統傑拉爾德·福特巡遊至老北橋並發表了演說。

## 姊妹城市
- 日本七飯町
- 葡萄牙加亞新城
- 法國聖芒代
- 尼加拉瓜卡拉索省聖馬爾科斯（英语：San Marcos, Carazo）
- 墨西哥科阿韋拉州托雷翁
- 基多

## 交通
- 麻薩諸塞灣交通局運營往波士頓波士顿北站的菲奇堡線（英语：Fitchburg Line）通勤鐵路服務在康科德共有兩站。
- 洋基巴士（Yankee Lines）提供自康科德中心至波士頓科普利廣場的通勤巴士服務。

## 著名的居民及當地人
- 塞斯·阿伯拉姆森，詩人[14]
- 布朗森·奧爾柯特，教師和作家
- 露意莎·梅·奧爾柯特，小說家
- 奧斯卡·C·白吉爾（英语：Oscar C. Badger），美國海軍軍官[15]
- 劳丽·贝克，美國冰上曲棍球金牌得主[16]
- 提姆·柏內茲-李，英國電腦科學家，全球資訊網發明者
- 弗兰克·黑格·比奇洛（英语：Frank Hagar Bigelow），美國天文、氣象學家
- 帕姬·布鲁斯特（英语：Paget Brewster），女演員
- 彼得·巴爾克利（英语：Peter Bulkley），清教徒傳教士和康科德之發現者[17]
- 史提夫·卡爾，喜劇演員（居住於阿克頓，但進入芬恩學校及米德爾塞克斯學校就讀）
- 派翠西亞·康薇爾，美國當代推理小說作家[18]
- 喬治·威廉·柯蒂斯（英语：George William Curtis），作家和演說家
- 鲍勃·戴蒙德（英语：Bob Diamond (banker)），前巴克萊銀行執行長
- 愛德華·沃爾多·愛默生（英语：Edward Waldo Emerson），醫生、作家和講師
- 拉爾夫·沃爾多·愛默生，散文家、詩人和哲學家
- 威廉·愛默生（英语：William Emerson (minister)），拉爾夫·沃爾多·愛默生之父
- 丹尼爾·切斯特·法蘭奇（英语：Daniel Chester French），雕塑家
- 麥克·富斯圖（英语：Michael Fucito），美國職業足球大聯盟球員
- 凱文·賈奈特，國家籃球協會球員
- 哈爾·吉爾（英语：Hal Gill），國家冰球聯盟球員[19]
- 湯姆·葛拉文，美國職棒大聯盟球員
- 納撒尼爾·霍桑，小說家
- 格萊葛利·馬奎爾，作家[20]
- 安德魯·麥瑪宏（英语：Andrew McMahon），音樂家
- 羅伯·派克，作家[21]
- 羅伯特·索洛，諾貝爾經濟學獎得主[22]
- 亨利·大衛·梭羅，作家、自然主義者及哲學家
- 史蒂芬·沃爾夫勒姆，英國科學家及Mathematica軟體開發者

## 延伸閱讀
- 1871 Atlas of Massachusetts. by Wall & Gray. Map of Massachusetts. Map of Middlesex County.
- History of Middlesex County, Massachusetts, Volume 1 (A-H), Volume 2 (L-W) compiled by Samuel Adams Drake, published 1879-1880. 572 and 505 pages. Concord article by Rev. Grindall Reynolds in volume 1 pages 380-405.
- Lemuel Shattuck. . Concord: John Stacy. 1835.

## 外部連結
- Town of Concord official website （页面存档备份，存于）
- Concord Public School System （页面存档备份，存于） (includes Concord-Carlisle district)
- Chamber of Commerce （页面存档备份，存于）
- The Concord Life, a Concord blogsite for the visitor
- MCI-Concord （页面存档备份，存于）, overview of Massachusetts Correctional Institution – Concord
- Concord's African American & Abolitionist History Map from the Drinking Gourd Project （页面存档备份，存于）
- 维基导游上有關Concord (Massachusetts)的旅行指南
- 中的“康科德 (麻薩諸塞州)”